# Ali ibn Husajn (książę)
Ali ibn Husajn, arab. الامير علي بن الحسين (ur. 23 grudnia 1975 w Ammanie) – książę jordański z dynastii Haszymidów.

## Zarys biografii
Urodził się jako syn króla Jordanii Husajna I i jego trzeciej żony, królowej Alii. Jego przyrodnim bratem jest obecnie panujący król Abdullah II. Ukończył brytyjską Royal Military Academy Sandhurst oraz studia licencjackie na amerykańskim Princeton University. Od 1999 do 2008 był dowódcą służby bezpieczeństwa w jordańskiej Gwardii Królewskiej. Jest brygadierem Jordańskich Sił Zbrojnych.
Pełni funkcję prezesa Jordańskiego Związku Piłki Nożnej oraz Zachodnioazjatyckiej Federacji Piłki Nożnej (ang. West Asian Football Federation), której był założycielem. Od 2011 jest wiceprzewodniczącym FIFA.

### Małżeństwo
23 kwietnia 2004 w Paryżu poślubił Rym Brahimi. Para ma dwoje dzieci:
- księżniczkę Jalilah (ur. 16 września 2005)
- księcia Abdullaha (ur. 19 marca 2007)